# Джонатан Сафран Фоер
Джонатан Сафран Фоер (англ. Jonathan Safran Foer; народився 1977, Вашингтон (округ Колумбія)) — американський письменник.

## Біографія
Джонатан Сафран Фоер народився в 1977 році і виріс у Вашингтоні (округ Колумбія). Освіту здобув у Принстонському університеті, де на кожному курсі отримував премії на конкурсах літературної майстерності. Відвідував семінар під керівництвом Джойс Керол Оутс. Після закінчення університету працював асистентом у морзі, продавцем в ювелірному магазині, викладачем математики, службовцем архіву, «літературним рабом». Фоер також редагував збірку прози та поезії «The Convergence of Birds», натхненний творчістю Джозефа Корнелла. Твори Фоера публікувалися в ряді журналів. Одне з його оповідань отримало у 2000 р. премію від Zoetrope.
У 1999 р., збираючи матеріали для дисертації, Фоер відвідав Україну, де шукав відомості про свого дідуся по лінії матері. Робота над дисертацією плавно перетекла в роботу над романом «Все ясно» (англ. Everything is Illuminated) і його публікацію в 2002 році.
Перший роман 25-річного випускника Принстона вже перекладений на 15 мовах і розійшовся тиражем понад півтора мільйона примірників, екранізований в 2005 р. компанією Warner Independent Pictures (режисер Лів Шрайбер). Роль Джонатана дісталася колишньому Гобіту з «Володаря перснів» Елайджі Вуду. Алексом ж став Юджин (Євген) Гудзь, фронтмен нью-йоркського панк-кабаре Gogol Bordello.
Якщо перший роман Фоера пов'язаний з подіями Голокосту, то другий, «Страшенно голосно і неймовірно близько» (англ. Extremely Loud and Incredibly Close) (2005), — з 11 вересня, також був екранізований. Обидва романи отримали високу оцінку критиків і відомих письменників — Салмана Рушді, Джона Апдайка, Синтії Озік, Ізабель Альєнде, удостоєні кількох премій.
Джонатан Сафран Фоер — переконаний вегетаріанець і в 2009 році опублікував книгу «Поїдання тварин» (англ. Eating Animals) з докладним аналізом вегетаріанського способу життя.
Навесні 2008 року Джонатан отримав запрошення викладати в Єльському університеті. Він є професором Нью-Йоркського університету.

## Особисте життя
У червні 2004 року, Фоер одружився з письменницею Ніколь Краусс. Вони жили в Park Slope в Брукліні, Нью-Йорк, і мають двох дітей. Пара розлучилась у 2014 році, але залишаються друзями і в даний час живуть в різних будинках в Брукліні, в безпосередній близькості один від одного.
У липні 2015 року повідомлялося, що Фоер зустрічається з актрисою Мішель Вільямс.
Він п'є багато кави, і встає щодня о 4:00 ранку, щоб почати писати.

## Книги
- 2002 — «Все ясно» (англ. Everything is Illuminated, однойменний фільм екранізовано в 2005 році Левом Шрайбером.)
- 2005 — «Страшенно голосно і неймовірно близько» (англ. Extremely Loud and Incredibly Close, однойменний фільм знятий Стівеном Долдрі вийшов у 2012 році.)
- 2009 — «Поїдання тварин, або М'ясо» (англ. Eating Animals)
- 2010 — «Дерево кодів» (роман-гіпертекст, за мотивами книги Бруно Шульца)
- 2016 — «Ось я» (англ. Here I Am)

## Нагороди
Джонатан Сафран Фоер — лауреат численних літературних премій, включаючи Премію газети «Гардіан» за найкращу дебютну книгу (англ. Guardian First Book Prise), Національну премію за найкращу книгу на єврейську тему (англ. National Jewish Book Award) і нагороду «Молодий Лев» — Нью-Йоркської публічної бібліотеки (англ. New York Public Library Young Lions Prize). Одне з його оповідань отримало в 2000 р. премію від американського літературного журналу «Zoetrope: All-Story».

## Переклади українською
- Джонатан Сафран Фоер. Все ясно. Переклад з англійської: Ростислав Семків. Київ: «Факт», 2005. 428 стор. (серія «Exceptis Excipiendis»). ISBN 978-966-359-063-9
  - (передрук) Джонатан Сафран Фоєр. Всьо ясно. Переклад з англійської: Ростислав Семків. Харків: «КСД», 2017. 320 стор. ISBN 978-617-12-3837-4
- Сафран Фоер, Джонатан (2015). Страшенно голосно і неймовірно близько. Переклад з англійської: Оксана Постранська. Харків: «КСД». 384 стор. ISBN 978-966-14-9258-4.
- Сафран Фоер, Джонатан (2018). Ось я. Харків: «КСД». 512 стор. ISBN 978-617-12-4498-6.